# Ángel Abad
Ángel Abad Silvestre (Vitoria, 1936) es un sindicalista, político y periodista español. 

## Biografía
Aunque es natural del País Vasco, ha desarrollado la mayor parte de su actividad en Cataluña. Fue un abierto activista antifranquista.
En la Universidad de Barcelona fue detenido por vez primera en las protestas de 1957, siendo expulsado por tres años. Se instaló en Madrid, donde se incorporó al Frente de Liberación Popular (FELIPE) en 1959 hasta 1962, desde el Front Obrer de Catalunya. Después de un periplo por distintas ciudades europeas, regresó a Barcelona donde nuevamente fue detenido y cumplió dos años de prisión. Tras contactar con militantes del Partido Socialista Unificado de Cataluña (PSUC), se incorporó a la organización en 1965 y un año más tarde en Comisiones Obreras cuando trabajaba como corrector tipográfico. De 1965 a 1969 fue detenido en cinco ocasiones por sus actividades sindicales, la última fue condenado por el Tribunal de Orden Público a ocho años de prisión, de los que cumplió cuatro en distintas prisiones de España.
Durante la transición política fue jefe del servicio de Policía Local de Sabadell, después fue coordinador del Área de Protección Ciudadana del Ayuntamiento de Barcelona, donde fue criticado por sus vinculaciones al PSUC en el ejercicio del cargo. Tras ser cesado, se incorporó a la Consejería de Gobernación de la Generalidad de Cataluña en 1993, en donde ha desarrollado su labor como asesor de la política sobre los Mozos de Escuadra.